# One Night in Karlsruhe
One Night in Karlsruhe ist ein Jazzalbum des Michel Petrucciani Trio mit Gary Peacock, Bass und Roy Haynes, Schlagzeug. Die Aufnahmen entstanden am 7. Juli 1988 als Produktion des Südwestfunks im Jugend- und Begegnungszentrum Karlsruhe und erschienen 2019 auf dem Label SWR Jazzhaus.

## Hintergrund
Der 25-Jährige französische Jazzpianist Michel Petrucciani gab im Rahmen einer Tournee am 7. Juli 1988 ein Konzert im „Jubez“, im Jugend- und Begegnungszentrum Karlsruhe. An seiner Seite spielten der Bassist Gary Peacock und der Schlagzeuger Roy Haynes. Sie hatten zehn Monate zuvor das Album Michel Plays Petrucciani für Blue Note Records aufgenommen. One Night in Karlsruhe ist eine der wenigen bislang unveröffentlichten Michel-Petrucciani-Aufnahmen, die seit seinem Tod im Alter von 36 Jahren im Jahr 1999 erschienen sind. Das Programm ist gleichmäßig auf fünf Jazzstandards und fünf Petrucciani-Originalkompositionen aufgeteilt, die alle von der Studio-LP Michel Plays Petrucciani stammten, die erst einige Monate zuvor veröffentlicht worden war.

## Titelliste

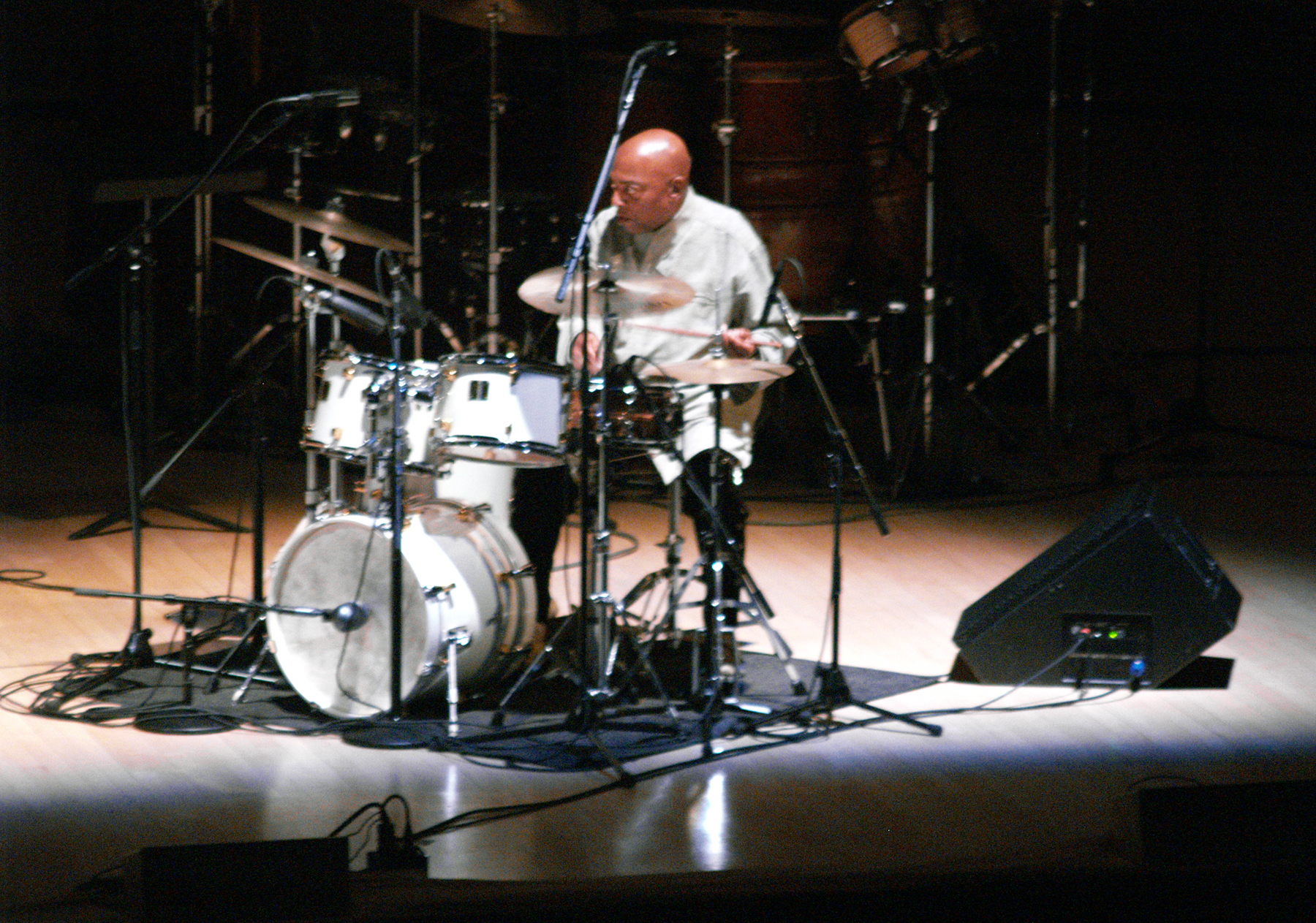
Roy Haynes 2007

- Michel Petrucciani Trio – One Night in Karlsruhe (Jazzhaus – JAH-476)[2]
  1. 13th (Michel Petrucciani) 6:38
  2. There Will Never Be Another You (Harry Warren) 8:23
  3. In a Sentimental Mood (Duke Ellington) 8:48
  4. One for Us (Michel Petrucciani) 6:49
  5. Mr. K.J. (Michel Petrucciani) 9:27
  6. Embraceable You (George Gershwin) 6:20
  7. She Did It Again (Michel Petrucciani) 8:35
  8. La Champagne (Michel Petrucciani) 7:01
  9. Giant Steps (John Coltrane) 6:24
  10. My Funny Valentine (Richard Rodgers) 9:09

## Rezeption
Das Album wurde in die Quartals-Bestenliste des Preises der Deutschen Schallplattenkritik aufgenommen. In seiner Begründung schrieb Marcus A. Woelfle, Petrucciani spiele mit dem Bassisten Gary Peacock und dem Drummer Roy Haynes „mit atemraubender Virtuosität, sprühendem Einfallsreichtum, feinnerviger Lyrik, berührender Gefühlswärme und überschäumender Spielfreude.“ Die Zeitschrift JazzTimes zählte das Album zu den zehn besten Veröffentlichungen historischen Materials;
Georg Waßmuth (SWR 2) notierte, wie ein Maler greife Petrucciani geradezu verschwenderisch zu den unterschiedlichsten Klangfarben. Der Konzertmitschnitt beeindrucke durch seine Frische und Lebendigkeit. Petrucciani und sein Trio schlügen mit jedem Stück eine Brücke zum Publikum, so dass die Live-Atmosphäre dieses Abends hautnah zu spüren sei.
Nach Ansicht von Thomas Conrad (JazzTimes) spielte der Pianist in diesem Konzert von 1988 mit der besten Rhythmusgruppe seines Lebens. Petrucciani wurde mit Peacocks regulärem Arbeitgeber Keith Jarrett verglichen. Seine technischen Fähigkeiten waren präzise, auch wenn es ihm an Jarretts harmonischem Erfindungsreichtum mangelte. Er kehrte denn auch Jarretts Prioritäten um: Petrucciani stellte Leidenschaft an die erste Stelle, Intellekt an die zweite. „There Will Never Be Another You“ sei ein achtminütiger Aufstieg in Piano-Variationen, die Ekstase und Katharsis fänden. Niemand machte das Klavier zu einem Medium der Ekstase wie Petrucciani, meint Conrad. Sogar Giant Steps, John Coltranes notorisch schwieriger Satz von Akkordfolgen, sei Grund zum Jubeln und bestätige Petruccianis Virtuosität. Wenn er eine Ballade spielte, war sein natürliches Feuer einfach in seinem Talent für Lyrik enthalten. In dieser Nacht werden die Balladen von Energie überflutet.
Victor Aaron (Something Else) meinte, One Night in Karlsruhe sei nicht dazu bestimmt, das definitive Live-Petrucciani-Album zu werden. Auf der anderen Seite zeigten die Coverversionen die Interpretationsfähigkeiten Petruccianis und es sei immer ein Vergnügen, ihn in Gesellschaft von Jazz-Giganten wie Gary Peacock und Roy Haynes spielen zu hören. Michel Petrucciani, der nur einen Meter groß war, habe an diesem Sommerabend in Karlsruhe gezeigt, dass er selbst ein Riese war.